# Glaphyropteridopsis glabrata
Glaphyropteridopsis glabrata là một loài thực vật có mạch trong họ Thelypteridaceae. Loài này được Ching & W.M. Chu ex Y.X. Lin mô tả khoa học đầu tiên năm 1999.